# Pierre Salomon Ségalas
Pierre Salomon Ségalas d’Etchepare, né le 1er août 1792 à Saint-Palais (Basses Pyrénées) et mort le 19 octobre 1875 à Saint-Vallerin (Saône-et-Loire), était un chercheur et urologue français, membre de l’Académie de médecine, conseiller général de la Seine et conseiller municipal de Paris.
Il est l'inventeur, en 1826, du «spéculum uréthro-cystique», un des premiers véritables endoscopes.

## Biographie
Né en août 1792 à Saint-Palais, un bourg des Basses Pyrénées, Pierre Salomon Ségalas d'Etchepare étudie la médecine à Paris avant de soutenir sa thèse "Quelques réflexions sur la certitude et l'utilité de la Médecine" en 1817. Il devient ensuite professeur associé à la faculté de médecine de Paris en 1823. Peu après, il rejoint l'Académie de Médecine.
En 1829, il épouse Palmyre "Augustine" Ribollet à Paris.

En 1875, il décède à l'âge de 83 ans, avant d'être enterré au cimetière du Père-Lachaise,.

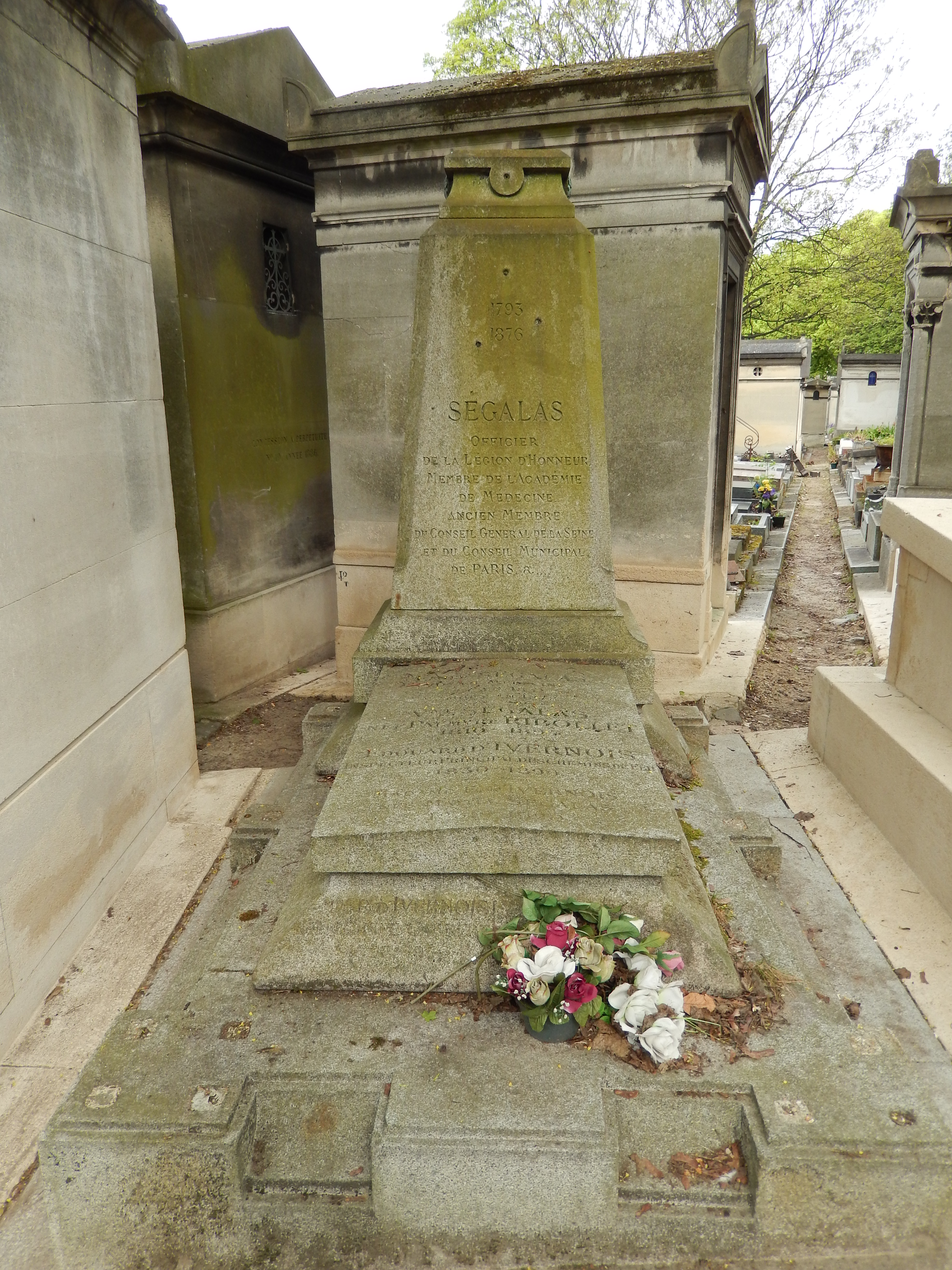
Tombe de PIerre Salomon Segalas (cimetière du père Lachaise, div 70)